# أوج أرضي
الأوج الأرضي (بالإنجليزية: Apogee)‏ تسميه بعض المراجع بالأَوْج القمري مع أنها تقابل Aposelene، هو أبعد نقطة في مدار القمر أو قمر صناعي حول الأرض (بشكل أدق، حول مركز كتلة الأرض). يأتي المصطلح الإنجليزي من الإغريقية apogeios التي تعني «بعيد عن الأرض» (من apo التي تعني «بعيد» و gê التي تعني «الأرض»).